# Kunstfälschung
Ein Kunstwerk gilt als Kunstfälschung, wenn es vorsätzlich als Werk eines bestimmten Künstlers angefertigt und/oder einem Interessenten als originales Werk eines Künstlers oder Kunstkreises vorgestellt wurde, ohne dass dies zutrifft.

## Grundlagen
Kunstfälschungen können durch falsche Signierung, nachträgliche Signierungen, Kopie, Pastiche, Schönung, Übermalung, Überarbeitung einer Reproduktion oder durch Nachempfindung eines Kunstwerkes im Stil eines Künstlers entstehen. Den Kunstfälschungen zuzuordnen ist auch der Kunstbetrug durch betrügerische Manipulationen mit unwahren Aussagen und/oder gefälschten Dokumenten (Gutachten, Provenienz).

### Nachträgliche Signierung
Ein großer Teil der noch vorhandenen Gemälde wurde von den Künstlern nicht signiert oder besitzt keine Signatur mehr. Signierte Bilder aber sind leichter zu identifizieren und versprechen einen größeren Gewinn auf dem Kunstmarkt. Man versuchte deshalb zu allen Zeiten, unsignierte Gemälde aufzuwerten, indem man sie mit einer gefälschten Signatur versah. Man findet:
- Ursprünglich unsignierte originale Werke eines Künstlers, die nachträglich mit seiner nachgeahmten (gefälschten) Signatur versehen wurden,
- Bilder eines weniger bedeutenden Künstlers, die mit der Signatur eines höher bezahlten versehen und damit preislich „aufgewertet“ wurden, und
- Bilder, die durch eine unsachgemäße Restaurierung ihre Signatur teilweise oder ganz verloren haben und vom Restaurator neu signiert wurden.[2]

In der Frühen Neuzeit war es allerdings durchaus üblich, dass Maler größere Werkstätten mit mehreren Mitarbeitern unterhielten und alle Produkte der Werkstatt mit der Signatur des Werkstattinhabers versehen wurden, auch wenn sie ausschließlich von Mitarbeitern gemalt worden waren, beispielsweise in Rembrandts Werkstatt. Dies stellte nach damaligem Verständnis keine Fälschung dar.

### Kopie
Eine Kopie ist eine möglichst genaue Nachahmung eines Kunstwerkes durch einen Künstler oder Laien. Dabei muss nicht bereits von vorneherein eine Betrugsabsicht vorgelegen haben, bevor es möglich wurde, Gemälde auf drucktechnischem Weg farbig zu reproduzieren waren gemalte Kopien die einzige Möglichkeit ein bestimmtes Gemälde originalgetreu nachzubilden. Zudem gehörte das Kopieren von Werken bekannter Künstler zur Ausbildung an vielen Kunstakademien. Ist das Original verschollen oder dem Käufer unbekannt, kann jede Kopie unbewusst oder durch bewussten Kunstbetrug zur Fälschung werden. Letzteres ist vor allem dann leicht möglich, wenn die von seriösen Kopisten angebrachten Beschriftungen entfernt werden.
Werden charakteristische Bildteile aus zwei oder mehreren Gemälden eines oder mehrerer Künstler zu einem neuen Gemälde zusammenkopiert, spricht man von einem Pastiche. Das Pastiche ist im weitesten Sinne eine Kopie. Sie ist aber schwerer als Kunstfälschung zu entlarven, da kein direktes Vorbild zum Vergleich vorliegt.
Sie besteht aber oft mindestens teilweise aus Elementen, die von dem Werk des angeblichen Künstlers bekannt sind und daher als Argument für eine Zuschreibung an diesen herangezogen werden können.

### Schönung
Entspricht ein Kunstwerk durch eine umfangreiche Restaurierung oder partielle Übermalung nicht mehr seinem ursprünglichen Erscheinungsbild, spricht man von einer Schönung. Sind die Restaurierungen leicht erkennbar, handelt es sich um „normale“ Restaurierungen. Wurde aber weiträumig übermalt und „Verbesserungen“ vorgenommen, Formen hinzugefügt oder abgedeckt, um eine bessere Qualität vorzutäuschen und das Kunstwerk leichter verkäuflich zu machen, handelt es sich, je nach Umfang, um eine Schönung oder Übermalung. Die Grenzen zwischen Schönung und Übermalung sind fließend.

### Übermalung
Wird ein Kunstwerk durch eine andere Hand als die des ursprünglichen Künstlers weiträumig mit einer oder mehreren Farbschichten bedeckt, spricht man von einer Übermalung. Sie wird unter anderem dazu benutzt, den schlechten Erhaltungszustand eines Gemäldes zu verbergen und es dadurch aufzuwerten. Fälscher haben auch bewusst alte, schlecht erhaltene oder künstlerisch wertlose Gemälde komplett mit anderen, auf dem Kunstmarkt besser verkäuflichen Motiven (z. B. dem Porträt einer bedeutenden Persönlichkeit statt eines Heiligenbildes) übermalt, damit der auf der Rückseite sichtbare alte Bildträger etwaige Zweifel zerstreut.
Die Übermalung wurde aber auch oft vom Künstler selbst angewandt, wenn er mit dem Ergebnis nicht zufrieden war. Für viele ältere Gemälde ist das oft ein entscheidendes Kennzeichen der Originalität, weil entsprechendes Material wie Leinwand und Holzrahmen nicht immer ausreichend zur Verfügung standen oder für den einzelnen Künstler verhältnismäßig teuer waren.

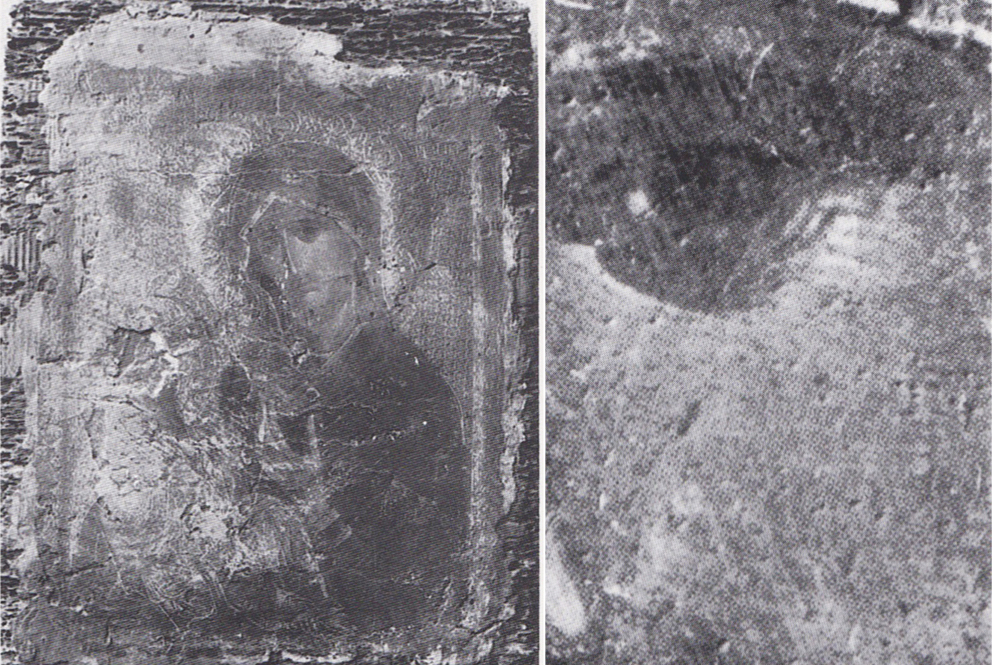
Um eine originale Ikone vorzutäuschen, wurde die Reproduktion einer Ikone auf eine alte, verwurmte Holztafel geklebt und leicht mit Farbe überarbeitet. Bei leichter Vergrößerung ist deutlich das Druckraster der Reproduktion zu erkennen (Abbildung rechts)

Ein interessantes Beispiel einer Übermalung ist das berühmte Gemälde „Brieflesendes Mädchen am offenen Fenster“ von Jan Vermeer.
Auch drucktechnisch, fototechnisch oder elektronisch hergestellte Reproduktionen wurden als „Grundlage“ für Gemäldefälschungen verwendet, indem sie zum Beispiel auf alte Bildträger doubliert und mehr oder weniger dünn mit Farbe überarbeitet wurden. Solche Werke sind jedoch leicht zu entlarven.

### Nachempfindung
Entspricht ein Kunstwerk stilistisch, maltechnisch und thematisch dem Werk eines Künstlers, ohne dass es von ihm gemalt wurde, spricht man von einer Nachempfindung. Die wirklich „guten“ und in der Regel nicht oder nur schwer nachweisbaren Fälschungen sind falsch signierte und/oder mit falschen Expertisen versehene zeitgenössische Nachempfindungen. Oftmals stammen solche Werke auch aus der Werkstatt des Künstlers und werden diesem zugeschrieben. Dies bedeutet nicht in jedem Fall eine Wertminderung.

## Nachweis
Der Nachweis, dass eine Kunstfälschung vorliegt, erfolgt mit Hilfe der Stilkritik, der Untersuchung der Herstellungstechnik und mit Hilfe naturwissenschaftlicher Methoden. So gehört zum Beispiel zu einer Gemäldeuntersuchung auch eine Untersuchung der Maltechnik. Ursachen dafür, dass immer wieder Kunstfälschungen auf dem Kunstmarkt auftauchen und hochpreisig verkauft werden, sind fehlende naturwissenschaftliche Untersuchungen, die meist aus Kostengründen nicht erfolgten, und mangelnde Auffindbarkeit in einschlägigen Verzeichnissen zu bereits bekannten Fälschungen.
Seit 2005 existiert eine Datenbank der kritischen Werke, die durch den Bundesverband deutscher Kunstversteigerer e. V. betrieben wird und im Internet zu finden ist. Sie ist allerdings nur für Mitglieder des Verbands zugänglich. Eine allgemein zugängliche Datenbank gefälschter Kunstwerke wird seit langem gefordert, existiert bislang aber nicht. Somit ist es für die Forschung, aber auch für private Sammler kaum möglich, aufgedeckte Fälschungen zu identifizieren, und es besteht die Gefahr, dass auch als solche bereits erkannte Fälschungen früher oder später erneut auf dem Kunstmarkt auftauchen und bewusst oder mangels Wissens um die Herkunft als Originale angeboten werden.
Naturwissenschaftliche Analysen kritischer Kunstwerke erfolgen durch das Doerner Institut in München und das Rathgen-Forschungslabor in Berlin. Des Weiteren können in Köln das Institut für Restaurierungs- und Konservierungswissenschaften, in New York die International Foundation for Art Research, in London das Art Analysis & Research und in der Schweiz die Geneva Fine Art Analysis GmbH konsultiert werden.

## Restaurierung
Solange es als Ziel der Restaurierung angesehen wurde, ein Kunstwerk in seinen ersten Originalzustand scheinbar zurückzuversetzen, war die Tätigkeit des Restaurators immer in der Nähe der Kunstfälschung angesiedelt. Aus dieser Nähe wurde sie erst erlöst, als sich das Prinzip der Neutralretusche (Tratteggio), in Rom entwickelt vom Istituto superiore per la conservazione ed il restauro unter seinem langjährigen Direktor Cesare Brandi, immer mehr durchsetzte. Heute gehört es zum Berufsethos des Restaurators, eben nicht originale Echtheit vortäuschen zu wollen.

## Recht
Im deutschen Recht wird die Kunstfälschung nicht ausdrücklich erwähnt. Für eine Verfolgung sind § 107 UrhG (Unzulässiges Anbringen der Urheberbezeichnung), § 263 (Betrug) und § 267 StGB (Urkundenfälschung) maßgeblich. Das Kopieren oder Nachahmen an sich ist rechtlich zulässig, unzulässig ist lediglich die betrügerische Absicht, die sich in der Absicht äußert, Gewinn zu erzielen. Die betrügerische Absicht unterscheidet die Fälschung von allen anderen Formen des Kopierens oder Nachahmens. Ein unwissentliches Kopieren wird vom Urheberrecht nicht als Fälschung beurteilt, wohl aber das Beharren, wenn ein Werk als Nachahmung von geistigem Eigentum erkannt wurde, als Urheberrechtsverletzung. Auch das Kopieren einer Nachbildung statt vom Original wird rechtlich unter Umständen als unzulässig beurteilt.
Im Falle der unautorisierten identischen Kopie eines fremden Originalwerks hat dessen Urheber Anspruch auf Vernichtung der Kopie. Handelt es sich um eine bloße Nachahmung mit fremder Urheberbezeichnung, d. h. ein Werk im Stile eines Künstlers, ist lediglich die falsche Urheberkennzeichnung, wie beispielsweise die Signatur, zu entfernen.
Insgesamt erweist sich jedoch jedenfalls die deutsche Rechtslage als kaum tauglich und bietet zu wenige Anreize, Kunstfälschungen und damit der Gefahr für die Integrität des kulturellen Erbes wirksam begegnen zu können.
Einen Grenzfall zwischen Kunstfälschung und Produktpiraterie bilden Fälle nicht autorisierter Nachbauten von Klassikern des Industriedesigns bei Möbeln, wie etwa des Rietveld-Stuhls. Dient die Kunstfälschung nicht der unmittelbaren Bereicherung, sondern dem beruflichen Renommee (z. B. Funde in der Archäologie), so rechnet man diese der Fälschung in der Wissenschaft zu.

### Fälschung der Signatur, Zuschreibung
Neben der Kopie von Werken an sich fällt unter den Fälschungsbegriff auch die Kopie der Signatur eines Künstlers durch fremde Hand, unabhängig davon, ob sie auf einem tatsächlich von dem betreffenden Künstler stammenden Werk, auf einer Kopie, einer Nachahmung oder Ähnlichem angebracht ist. Diese Art der Fälschung ist besonders häufig, da sie mit geringem Aufwand verbunden ist, keine künstlerischen Fähigkeiten erfordert und eine große Zielgruppe anspricht, nämlich alle Personen, die die Preise kennen, die für den betreffenden Künstler gezahlt werden. Diese Gruppe ist erheblich größer als die Gruppe derjenigen, die Werke des betreffenden Künstlers künstlerisch beurteilen kann. Ein Künstler, dessen Werk mit einer gefälschten Signatur versehen wurde, kann verlangen, dass diese von den gefälschten Werken entfernt werden, da nach § 12 BGB eine Verletzung seines Namensrechts besteht.
Manchmal findet eine Verkettung statt: Der erste Verkäufer beschreibt ein Werk als „im Stil von“, der nächste Verkäufer bezeichnet es auf der Rückseite, und schließlich wird es mit einer Signatur versehen. Insbesondere bei Künstlern aus der zweiten Reihe gibt es kaum Experten, die ein Werk kennen, so dass auch plumpe Zuschreibungen im Auktionsmarkt kursieren können; durch den geringeren Wert solcher Stücke ist meist auch die Heranziehung entsprechender Experten oder gar eine wissenschaftliche Untersuchung nicht lohnend.
Auch Museen können hier ungewollt zu Helfern der Fälscher werden: Gelingt es, ein gefälschtes Objekt als Leihgabe in einem renommierten Museum unterzubringen, kann der Hinweis darauf wertsteigernd sein und etwaige Zweifel von Kaufinteressenten zerstreuen.
Bei monogrammierten Werken wird manchmal ein mittelpreisiger Künstler gesucht, auf den ein Werk passen könnte. Dass die Zuschreibung spekulativ ist, wird verschwiegen. Bei gleichen Namen wird das Werk dem teureren Künstler zugeschrieben. In beiden Fällen wird ein passender Gemäldetitel erfunden, der zu der Biografie passt.
Wird ein so zugeschriebenes Bild dann erfolgreich z. B. auf einer Auktion mit diesen Angaben verkauft, können spätere Eigentümer den zugehörigen Katalog als Beweis für die angenommene Urheberschaft vorlegen, und etwaige Zweifel werden zerstreut. Oftmals bleiben solche Zuschreibungen dann über Jahrzehnte bestehen und werden erst durch eine wissenschaftliche Bearbeitung des Künstlers widerlegt.

### Gesamtfälschung
Weitaus schwieriger ist die komplette Neuschaffung einer Kopie oder Nachahmung. Sie erfordert gewisse künstlerische Fähigkeiten und Wissen um die Verwendung von Techniken und Materialien der betreffenden Zeit. So muss ein Fälscher es vermeiden, Materialien zu verwenden (z. B. bestimmte Pigmente) die zur angeblichen Entstehungszeit noch nicht erhältlich waren. Auch Materialien, die in früherer Zeit bereits bekannt waren, heute aber mit modernen Methoden hergestellt werden und daher eine andere Zusammensetzung aufweisen, können bei einer naturwissenschaftlichen Untersuchung entlarvt werden. So sind z. B. Fälle bekannt, in denen Fälscher antike Bronzemünzen (die je nach Alter und Zustand keinen großen Wert haben) einschmelzen um daraus Plastiken zu gießen die dann bei einer Metallanalyse aufgrund der charakteristischen Zusammensetzung des Metalls unverdächtig erscheinen.
Hier gibt es große Unterschiede in der Qualität der Fälschung, wobei handwerklich gut gemachten Fälschungen auch nach deren Entlarvung eine gewisse Wertschätzung der Öffentlichkeit entgegengebracht wird.
Häufig in Verbindung mit solchen Gesamtfälschungen steht auch die Erfindung eines entsprechenden Kontextes: Mit Hilfe von ebenfalls gefälschten Dokumenten wird die angebliche Geschichte des gefälschten Objekts „dokumentiert“.
Mitunter kommt es sogar vor, dass ein Künstler aus früherer Zeit erfunden wird, der in Wirklichkeit nie gelebt hat. Ein Beispiel hierfür ist der Fall Karl Waldmann, bei dem ein angeblich vergessener, in den 1930er bis 50er Jahren tätiger Künstler „entdeckt“ wurde, ohne dass es Nachweise darüber gibt, dass er jemals existiert hat.

## Druckgrafiken
Geringen Aufwand bereitet auch das Kopieren von Druckgrafik, wenn der Fälscher im Besitz der Originalplatten ist. Die Fälschung besteht hier im Nachbearbeiten der Platten und Anbringen von handschriftlichen Bezeichnungen. Das Kopieren mit Hilfe von Fotokopierern und Druckern ist zwar leichter, aber eher zu erkennen.
Die Bekanntheit einiger Künstler führt zu Abbildungen in Büchern. Diese lassen sich heraustrennen, mit handschriftlichen Notizen versehen und dann als signierte Drucke der Künstler verkaufen. Einige Künstlerbücher sollen auch nur deshalb so teuer sein, weil sich genug Buchseiten zum Ausschlachten finden. Sofern eine Unterschrift auf dem Blatt sichtbar ist, heißt es „auf der Platte signiert“. Das herausgetrennte Bild ist zunächst keine Fälschung, sondern nur die Veränderung durch die nachgeahmte Signatur des Künstlers.
Mit Fortschritten in der Reproduktionstechnik wird es jedoch zunehmend schwieriger, eine Fälschung zu erkennen.

## Fälle
Überführte Fälscher genießen anders als andere Kriminelle eine gewisse öffentliche Aufmerksamkeit und werden mitunter als Opfer des Kunstmarktes dargestellt. Einige überführte Fälscher haben die gewonnene Bekanntheit genutzt, um ihre Werke fortan unter eigenem Namen zu verkaufen, oder ihre Lebensgeschichte publizistisch genutzt.
Man kann allerdings davon ausgehen, dass es im Bereich der Kunstfälschung eine große Dunkelziffer gibt, da Kunsthändler und Privatsammler aus Furcht um ihren guten Ruf möglicherweise nicht eingestehen möchten auf eine Fälschung hereingefallen zu sein. Auch der mögliche finanzielle Schaden (ein für viel Geld erworbenes Kunstwerk könnte plötzlich wertlos werden) mag dazu verleiten, einem Verdacht auf Fälschung nicht nachzugehen, sondern das betreffende Objekt schnell und ohne genauere Prüfung weiterzuveräußern.
Einige Fälscher und Betrüger, deren Fälle eine größere mediale Aufmerksamkeit erreichten:

### Fälle des 20. Jahrhunderts
- der Niederländer Han van Meegeren, der nach 1945 mit Fälschungen des Malers Jan Vermeer auffiel,[19]
- der Ungar Elmyr de Hory, der sich nach Bekanntwerden seiner Fälscherkarriere Ende der 1960er Jahre damit rühmte, Hunderte von Werken in der Manier von Derain, van Dongen, Matisse, Modigliani und vor allem Picasso geschaffen und in Umlauf gebracht zu haben, später drehte Orson Welles den Film F wie Fälschung über ihn,
- Lothar Malskat, der als Restaurator im Schleswiger Dom und in der Lübecker Marienkirche falsche gotische Wandmalereien anbrachte,[20][21][22]
- sogenannte Kykladenidole tauchten ab 1965 massenhaft auf[23] und wurden schließlich von dem Archäologen Jürgen Thimme als Fälschungen entlarvt.
- ab den frühen 1940er Jahren gelangten kleine lackierte Tonfiguren als vermeintliche Grabbeigaben aus der Zeit der Streitenden Reiche über den chinesischen Kunstmarkt in wichtige Museumssammlungen in Europa und den USA. Diese so genannten Huixian-Keramiken wurden in den 1960er Jahren mitteils dem neuen Thermolumineszenztest ausnahmslos als moderne Fabrikationen entlarvt.[24]
- der Aachener Goldschmied Reinhold Vasters, der durch die Entdeckung von 1047 Vorlagenzeichnungen im Victoria & Albert Museum im Jahr 1979 als Meisterfälscher von Renaissance-Kunst anzusehen ist,
- Tony Tetro in den USA in den 1970er Jahren bis Mitte der 1980er Jahre, der vor allem zeitgenössische Kunst fälschte und als einer der größten Kunstfälscher in den USA seiner Zeit gilt.
- Christian Goller, dem seit den 1970er Jahren immer wieder Fälschungen von Altmeistergemälden vorgeworfen werden. Ein in den 1970er Jahren vom Cleveland Museum of Art angekauftes angebliches Grünewald-Gemälde hat sich genauso als Fälschung von Goller erwiesen wie das zur selben Zeit in Augsburg ausgestellte Liebespaar mit der Ansicht von Wasserburg. Im Herbst 2014 leitete die Staatsanwaltschaft Passau ein Ermittlungsverfahren wegen mindestens 40 gefälschter Altmeister-Gemälde gegen ihn ein.
- Konrad Kujau fälschte nicht nur Gemälde. Seine gefälschten Hitler-Tagebücher verkaufte er für 9,3 Millionen DM an die Zeitschrift stern, die sie im April 1983 veröffentlichte. Kujau wurde nach dem Auffliegen der Fälschung (und der Verfilmung des Stoffes im Film Schtonk!) berühmt. Sogenannte Original Kujau-Fälschungen, die neben einer falschen Künstlersignatur auch den Schriftzug Kujau tragen, wurden bei Sammlern so beliebt, dass sie wiederum gefälscht wurden.[25]
- Ferner erregten in Großbritannien die Fälle der Fälscher Tom Keating, John Myatt und Eric Hebborn[26] großes Aufsehen, in den USA (ein bevorzugter Absatzmarkt vieler Fälscher) beispielsweise David Stein (alias Henri Haddad).
- Wolfgang Lämmle und Edgar Mrugalla, die beide 1988 mit umfangreichen Konvoluten von Grafik- und Gemäldefälschungen bekannt und später zu Bewährungsstrafen verurteilt wurden.
- Shaun Greenhalgh hat über einen Zeitraum von 17 Jahren, zwischen 1989 und 2006, eine große Zahl gefälschter Skulpturen, Gemälde und Zeichnungen, darunter angeblich eine Zeichnung von Leonardo da Vinci, produziert.

### Fälle ab ca. 2000

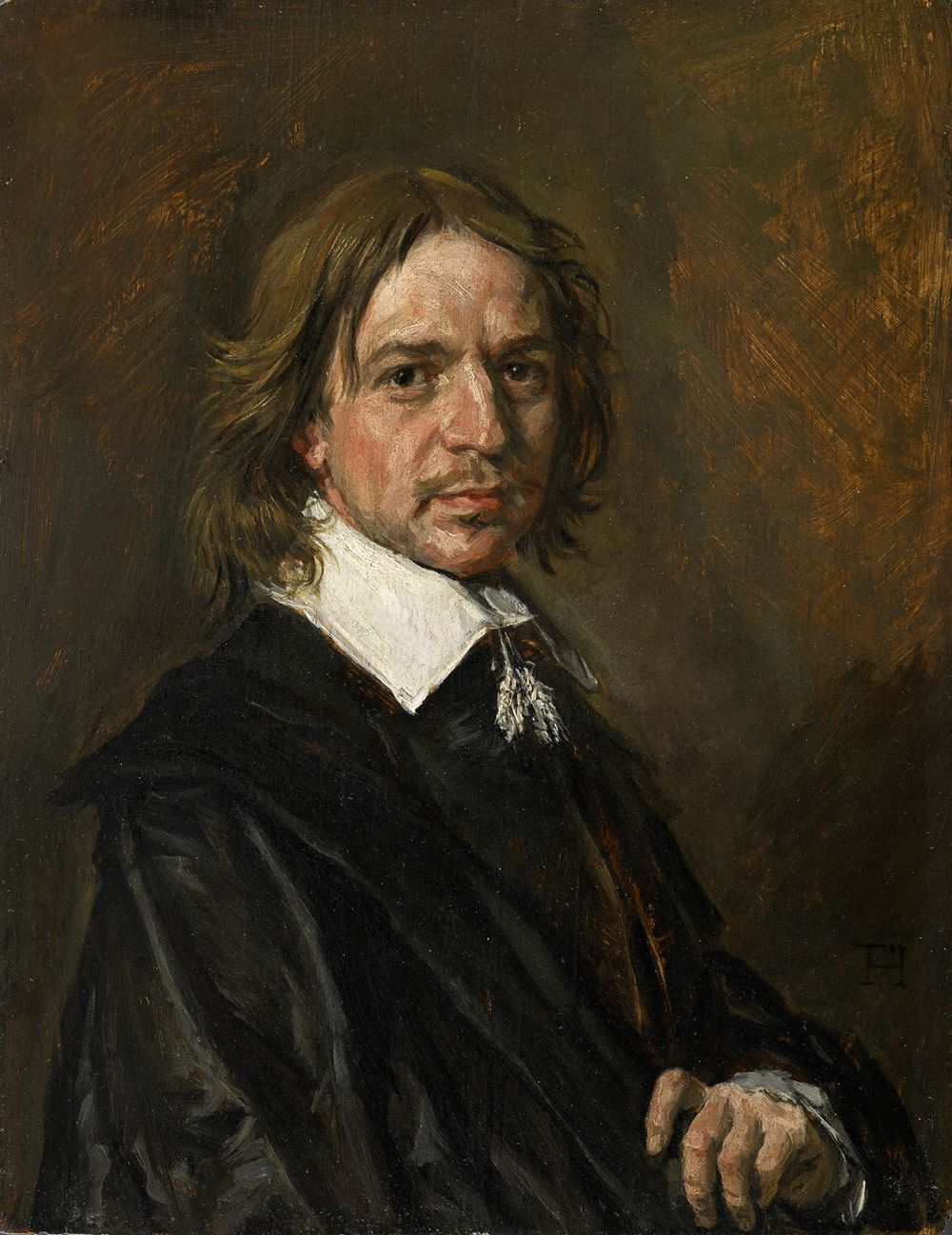
2008 Frans Hals zugeschrieben, 2011 in New York für 10,8 Mill. USD von Sotheby’s veräußert, 2016 als moderne Fälschung identifiziert

- 2005 tauchte eine Ausgabe von Galileo Galileis Sidereus Nuncius auf, in der bisher unbekannte Tuschezeichnungen enthalten waren. Diese von internationalen Fachexperten als echt befundene sensationelle Entdeckung erwies sich 2012 als Fälschung, die mutmaßlich von dem italienischen Antiquar Marino Massimo De Caro in den Antiquitätenhandel gebracht worden war.
- Wolfgang Beltracchi: Der Prozess 2011 gegen ihn, seine Ehefrau und zwei weitere Personen erregte großes Aufsehen. Die Gruppe hatte nachgemalte und fälschlich signierte Werke prominenter Künstler für etwa 16 Millionen Euro verkauft, sie wurden zu Gefängnisstrafen in unterschiedlicher Höhe verurteilt; Beltracchi erhielt eine sechsjährige Haftstrafe.[28] Siehe dazu Sammlung Werner Jägers.
- Tom Sack, der mehrere Künstleridentitäten frei erfunden hatte, um von 2005 bis 2009 hunderte selbstgemalte Bilder für überhöhte Preise auf dem Kunstmarkt abzusetzen. Sack, der nach außen als „Galerist“ der von ihm „entdeckten“ Künstler auftrat, hatte mithilfe von Strohleuten entsprechende Einträge in gängigen Kunstpreisdatenbanken wie Artprice[29] erzeugt, so dass bei Sammlern falsche Wertvorstellungen entstehen mussten. 2009 wurde Anklage gegen ihn wegen gewerbsmäßiger Urkundenfälschung und gewerbsmäßigen Betruges in mindestens 201 Fällen erhoben, wobei der Prozess 2011 ohne Urteil zu Ende ging, nachdem Sack in einem anderen Verfahren kurz zuvor wegen des Verkaufs von gefälschten Werken berühmter Künstler zu einer zweijährigen Bewährungsstrafe verurteilt worden war.[30][31]
- Eine Namensvetterin des Fälschers Konrad Kujau und ihr Lebensgefährte verkauften in den Nullerjahren des 21. Jahrhunderts über eine eigens gegründete Galerie eine größere Anzahl sogenannter Original Kujau-Fälschungen, bei denen es sich wiederum um Fälschungen handelte. Die beiden wurden 2010 vom Landgericht Dresden zu Bewährungsstrafen und gemeinnütziger Arbeit verurteilt. Die Ermittler bezifferten den Schaden zunächst auf mehr als 550.000 Euro, vor Gericht konnten aber nur 40 der 301 angeklagten Einzeltaten nachgewiesen werden.[32]
- Der sogenannte „Spanische Meister“, ein bis zum heutigen Tage nicht enttarnter Fälscher, der sich auf antike Bronzeplastiken spezialisiert hatte.[33]
- Im November 2024 wurde in Italien ein großer, sehr produktiver Fälscherring ausgehoben. Von der Staatsanwaltschaft Pisa, Italien wird gegen 38 Verdächtige ermittelt, über 2100 Werke, überwiegend Bilder, mit einem Marktwert von 200 Mio. Euro wurden sichergestellt. Werke von Warhol, Banksy, Chagall, Picasso und Klimt und Echtheitszertifikate dafür wurden in Frankreich, Belgien und Spanien gefälscht.[34]

## Umfang

### Fälschungs-Ranking
Gefälscht wird fast alles, was am Markt hohe Preise erzielt, Alte Meister ebenso wie die Klassiker der Moderne. Experten gehen davon aus, dass 40–60 % der im Kunsthandel angebotenen Werke gefälscht sein könnten. Spitzenreiter im Fälschungs-Ranking ist Salvador Dalí. Robert Descharnes, der letzte Sekretär Dalís, sagte, dass rund 90 Prozent aller angebotenen Dalí-Grafiken nicht vom Meister selbst stammen. Leicht gemacht hat es der Künstler potentiellen Fälschern, indem er in späten Jahren seine Signatur großzügig auch unter Blanko-Blätter setzte. Ehefrau Gala und der Privat-Sekretär Peter Moore vergrößerten die Zahl der fragwürdigen Dalí-Arbeiten durch dubiose Autorisierungen. Vorläufig letzter Akt in Sachen Dalí-Fälschungen: Nachdem der Kunsthistoriker Lutz Löpsinger in Zusammenarbeit mit dem Galeristen Ralf Michler 1994 ein kritisches Werkverzeichnis der Graphik-Arbeiten erstellt und so versucht hatte, die Flut der Falsifikate einzudämmen, wurde Michler 2006 verurteilt, da er Dalí-Arbeiten in Auftrag gegeben und signiert hatte.
Einen gegenteiligen Fall stellen die Bilder von Bohumil Samuel Kečíř dar: Die Gemälde als solche sind keine Fälschungen, aber wahrscheinlich hat es den Maler als Person nie gegeben. Ein ähnlich gelagerter Fall geschah bereits in den 1960er Jahren, als bekannt wurde, dass der Autor und Publizist Max Aub die Existenz des Malers Jusep Torres Campalans erfunden hatte. Aub hatte sich diese Gestalt nicht nur für seinen gleichnamigen Roman ausgedacht; er malte auch viele Bilder, die dann als Werke Campalans Beachtung fanden.
Das Berliner Rathgen-Forschungslabor war 2011 durch seine archäometrischen Untersuchungen maßgeblich an der Aufdeckung der sogenannten Sammlung Jägers beteiligt und konnte die ihm von der Kriminalpolizei vorgelegten Bilder als Fälschungen identifizieren. Auch mit weniger aufwändigen Methoden lassen sich Fälschungen identifizieren: In England haben drei Sozialhilfeempfänger im großen Stil vermisste Skulpturen gefälscht. Entdeckt wurde der Betrug erst, als sie versuchten, dem British Museum in London einen assyrischen Steinfries zu verkaufen. Die Fries-Inschrift enthielt Schreibfehler. Daraufhin untersuchte auch das Art Institute of Chicago einen vermeintlichen Gauguin – ebenfalls eine Fälschung aus der englischen Garagenwerkstatt.
Der Prix Annette Giacometti pour le droit des œuvres et des artistes ist ein von der Fondation Alberto et Annette Giacometti, Paris, im Jahr 2011 gestifteter Preis in Höhe von 10.000 Euro. Er zeichnet jährlich Ausstellungen und Veröffentlichungen aus aller Welt aus, die sich der Wahrung des Urheberrechts für Kunstwerke und Künstler verschrieben haben und die gegen Kunstfälschungen gerichtet sind.
Reichlich Nachschub an Falsifikaten kommt seit den 1990er Jahren aus Russland. Im Juni 2013 gelang dem BKA ein Schlag gegen einen internationalen Kunstfälscherring. Es wurden an die 1000 Gemälde russischer Avantgarde-Künstler wie Kandinsky, Malewitsch, Jawlensky und andere sichergestellt. Die Hauptverantwortlichen waren Russen, Israelis und Deutsch-Tunesier.

### Folgen für die Preisbildung
Für die Preisbildung auf dem Kunstmarkt kommt es neben der Echtheit eines Kunstwerks auch auf bisher erzielte Zuschläge für Werke des jeweiligen Künstlers in traditionellen Kunstauktionshäusern an. Anbieter wie das französische Unternehmen ARTPRICE S.A. und die deutsche artnet AG betreiben Datenbanken mit entsprechenden Preissammlungen, welche (gegen Entgelt) für jedermann einsehbar sind.
Die Einträge in Datenbanken enthalten jedoch oft keine Informationen zu den Umständen, unter denen der Preis entstanden ist. So kann ein hoher Preis dadurch entstanden sein, dass zwei oder drei Interessenten sich gegenseitig immer wieder überboten haben („Bietgefecht“) und so am Ende ein eigentlich überhöhter Preis zu Stande kam. Daher kann die reine Preisangabe zu falschen Rückschlüssen seitens der Interessenten führen. Auch die Tatsache, dass ein renommiertes Auktionshaus das Kunstwerk anbietet oder angeboten hat, bietet noch keine Garantie, was einige spektakuläre Fälle zeigen.

### Die Rolle von Internet und Digitalisierung
Angebote im Internet bieten ein zusätzliches Risiko. Es ist etwa bekannt, dass die von dem Kunsthändler Tom Sack erfundenen Künstler zu mehreren Datenbankeinträgen mit unrealistisch hohen Zuschlagspreisen gekommen waren, die dem interessierten Publikum im Internet (vor allem bei eBay) als Screenshots präsentiert wurden. Daraufhin ließen sich jahrelang hunderte Sammler weltweit dazu verleiten, für die an sich wertlosen, mit billigsten Materialien gefertigten Bilder Preise von teilweise mehreren tausend Euro zu bezahlen.
Heutzutage können dank der Fortschritte in den digitalen Techniken (siehe Digitale Revolution) immer bessere Kunstfälschungen hergestellt und auf Märkten und im Internet verkauft werden. Derartige Fälschungen, über die in den Medien bis vor einigen Jahren nur gelegentlich berichtet wurde, können in der Summe zu einem erheblichen wirtschaftlichen Schaden führen.